# Avi Shlaim
Avi Shlaim (in ebraico אבי שליים‎?; in arabo أفي شلايم‎?; Baghdad, 1945) è uno storico israeliano naturalizzato britannico di origine irachena; è uno dei principali esponenti della Nuova storiografia israeliana.

## Biografia
Shlaim ha studiato Storia nell'Università di Cambridge, quindi ha insegnato Relazioni Internazionali nell'Università di Reading. Dal 1987 è professore nel St Anthony College dell'Università di Oxford. È un componente della scuola dei Nuovi storici israeliani, impegnati a rivisitare, in base alla documentazione ora accessibile degli archivi israeliani, la storia d'Israele e le cause fondamentali dell'autoproclamazione nel 1948 dello Stato d'Israele.

## Pubblicazioni
- Collusion Across Jordan (che ottenne nel 1988 il premio della "Political Studies Association" di WJM Mackenzie)
- The Politics of Partition (1990 e 1998)
- War and Peace in the Middle East: A Concise History (1995)
- The Cold War and the Middle East (co-editor, 1997)
- The Iron Wall: Israel and the Arab World (2001), tradotto in francese dalle edizioni Buchet Chaste col titolo Le mur de fer nel 2008. Tradotto in italiano, nel 2003, dalla Casa editrice il Ponte con il titolo "Il muro di ferro. Israele e il mondo arabo".
- Genocide in Gaza: Israel’s Long War on Palestine (Irish Pages, Dublin 2025, ISBN 978-1-7390902-2-7)